# 14486 Тоскана
14486 Тоскана (14486 Tuscia) — астероїд головного поясу, відкритий 4 жовтня 1994 року.
Тіссеранів параметр щодо Юпітера — 3,545.
За Тоскана - область в центральній Італії.